# 唐代三夷教

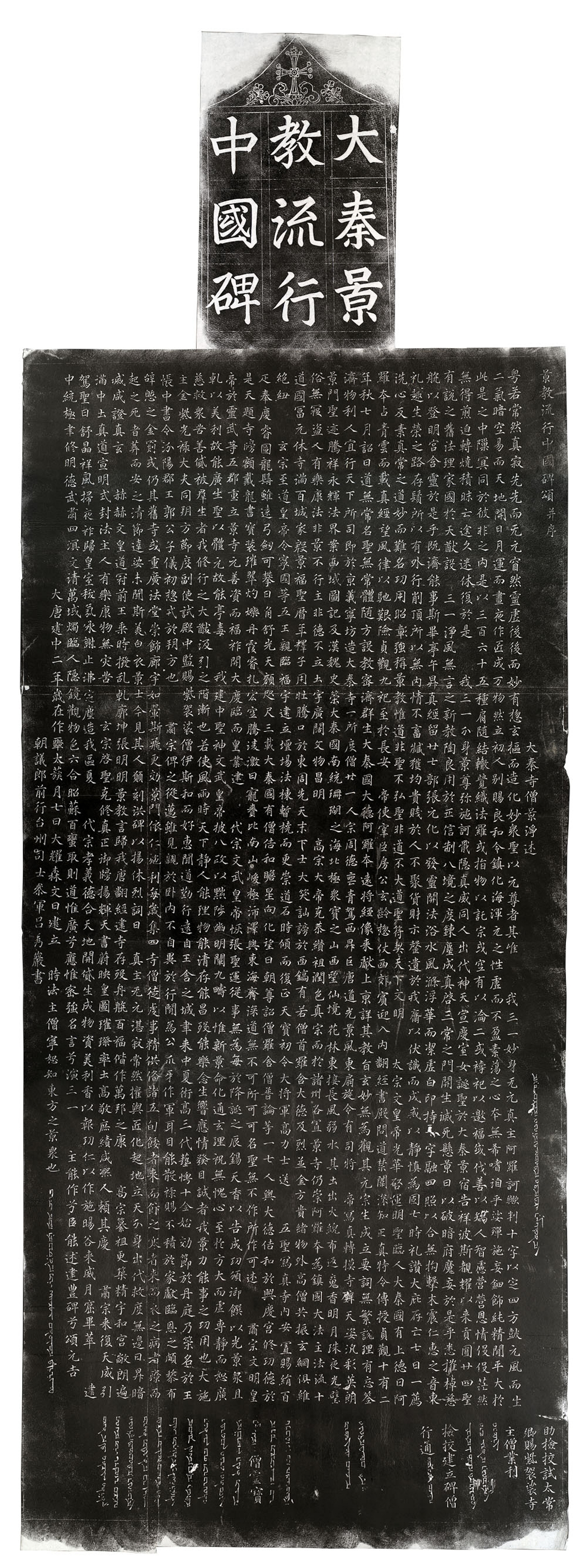
「大秦景教流行中国碑」（拓本）

唐代三夷教（とうだいさんいきょう）は、中国の唐の時代において、一時唐王朝によって保護され、隆盛した西方起源の3つの宗教である。

## 概要
「唐代三夷教」とは、
- キリスト教ネストリウス派（景教）
- ゾロアスター教（祆教）
- マニ教（明教）

の3宗教を指している。
このうちゾロアスター教が南北朝時代にまず中国に伝わり、ついで唐代に入りネストリウス派キリスト教とマニ教が伝わる。いずれも、当時「西域」と呼ばれた地域を経由しての伝播であったが、唐の2代皇帝太宗は西域支配に乗り出し、640年（貞観14年）には高昌国を滅ぼして、そこに安西大都護府を置いた。この3宗教は、盛唐（8世紀初頭）の頃には玄宗による開明的な国家運営の下、首都長安においてそれぞれに隆盛期を迎え、史上「唐代三夷教」と呼称されることになる。当時、人口約100万を誇った長安は異国情緒あふれる国際都市で、市街ではインド人の幻術師やペルシア系の踊り子、歌手、楽士、酌婦、給仕などをみかけることも少なくなく、後宮ではポロが人気を博し、貴婦人のあいだでは乗馬が流行した。そうしたなかで、「三夷教」にも広く門戸が開かれていたのである。
しかし、3宗教とも、9世紀後半に武宗が行った会昌の廃仏において仏教とともに弾圧を受け、それ以降は中国史の表舞台からは姿を消した。ただし、その影響は様々なかたちで後世に残り、特にマニ教は明・清代に至るまで、社会のなかで隠然たる影響力を持ったとされる。以下において、中国史の中におけるそれぞれの歩みについて概説する。

### ゾロアスター教（祆教）

ゾロアスター教の守護霊「プラヴァシ」

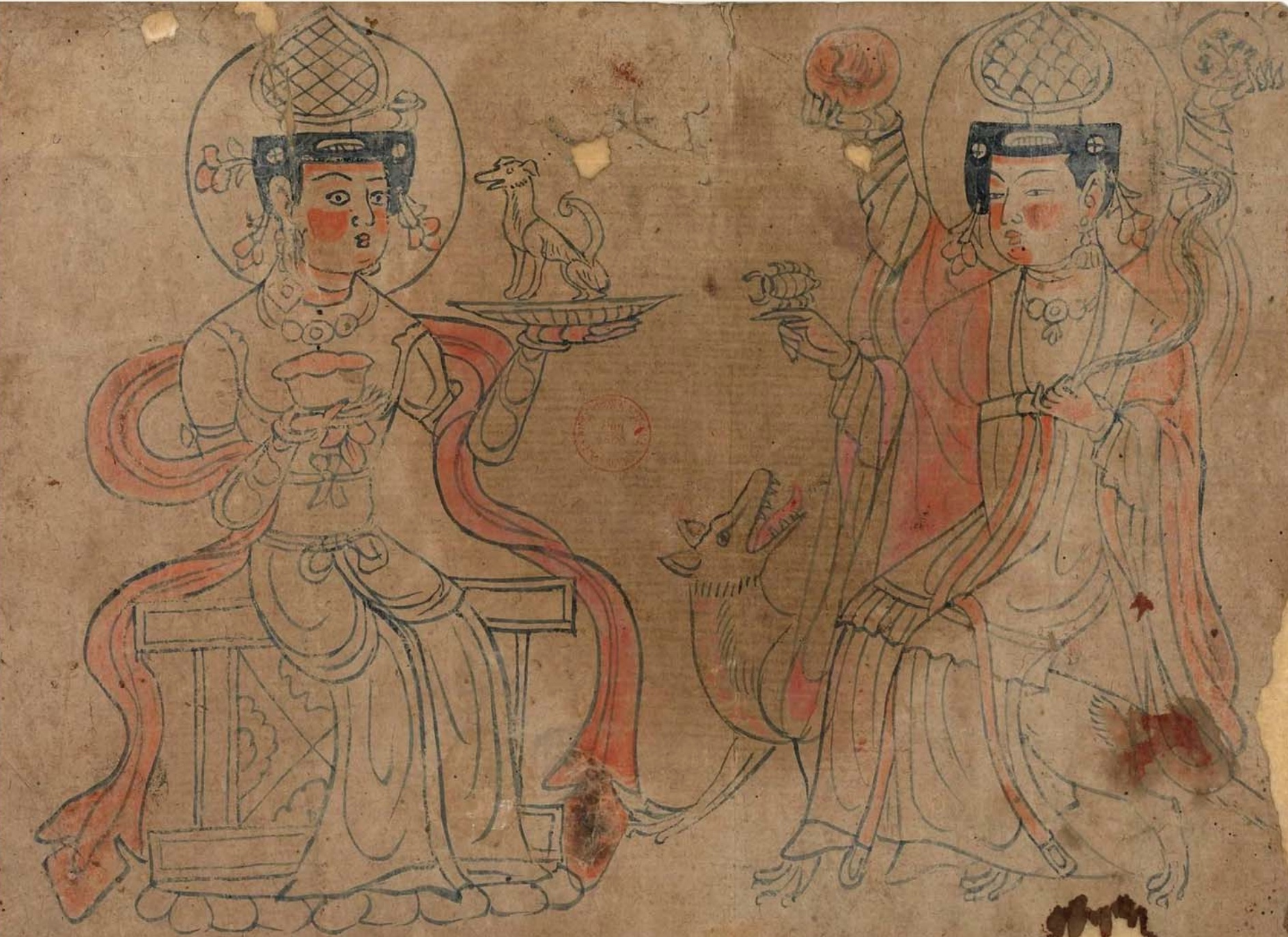
敦煌出土の祆教の女神像

ペルシアのザラスシュトラが創唱した二元論的宗教ゾロアスター教の起源は古く、紀元前6世紀にアケメネス朝ペルシアが成立したときには、すでに王家と王国の中枢をなすペルシア人のほとんどが信奉する宗教であった。紀元前3世紀に成立したアルサケス朝のパルティアでもヘレニズムの影響を強く受けつつアフラ・マズダーへの信仰は守られ、後続するサーサーン朝でも国教とされて王権支配の正当性を支える重要な柱とみなされた。ゾロアスター教は、火を崇拝するところから「拝火教」とも呼ばれた。
ゾロアスター教が中国に伝来したのは、5世紀の頃とされている。交易活動のために多数のイラン人がトルキスタンから現在の甘粛省を経て中国へわたり、そのことにより、当時、東西に分裂していた華北の北周や北斉に広まった。信者は相当数いたものと思われ、唐代には「祆教（けんきょう）」と称された。教団が存在し、その取締り役として「薩宝（さっぽう）」「薩甫（さっぽ）」ないし「薩保（さほ）」がいたというが、その意味の詳細は不明である。隋や唐の時代になると、ペルシア人やイラン系の西域出身者（ソグド人など）が薩宝（薩甫、薩保）は1つの官職と認められて官位が授けられ、ゾロアスター教寺院や礼拝所（祆祠）の管理を任された。首都の長安や洛陽、あるいは敦煌や涼州などといった都市に寺院や祠が設けられ、長安には5カ所、洛陽には3カ所の祆祠（けんし）があったといわれている。しかし、ゾロアスター教徒は中国においてはほとんど伝道活動をおこなわなかったといわれる。
祆教の信者は多くの場合、ペルシア人や西域出身者であったが、当初は隊商の商人が多数を占め、のちには唐に亡命政府を樹立したサーサーン朝からの難民などが加わったものと思われる。祆教は、14世紀ころまで開封や鎮江などに残っていたと記録されているが、その後の消息はつかめていない。

### ネストリウス派（景教）

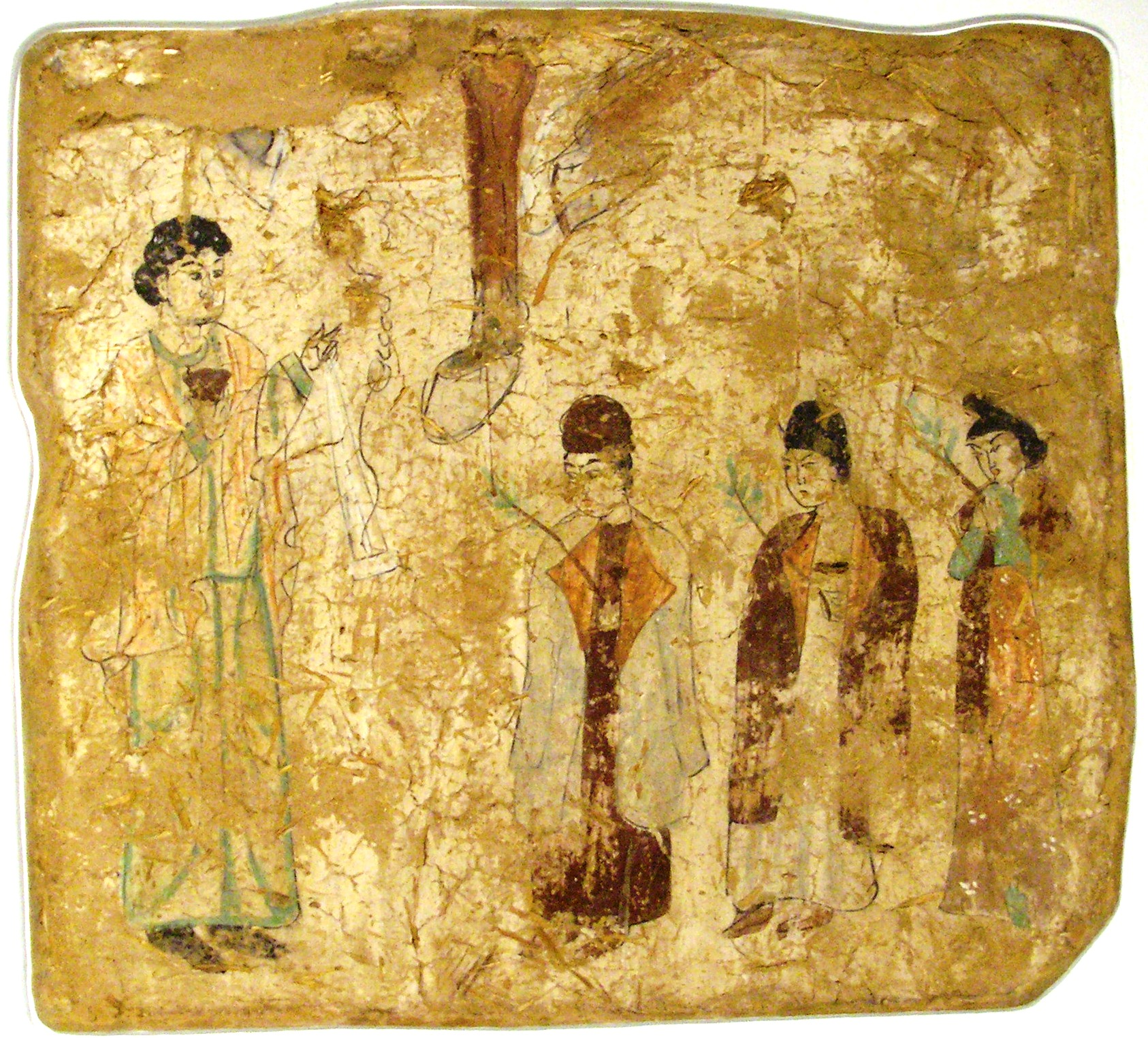
7世紀-8世紀頃の中国でのネストリウス派の祭礼、出自高昌景教寺院壁画。
----
イエス・キリストのイェルサレム入城を祝う祭典「聖枝祭」を描いたもの。

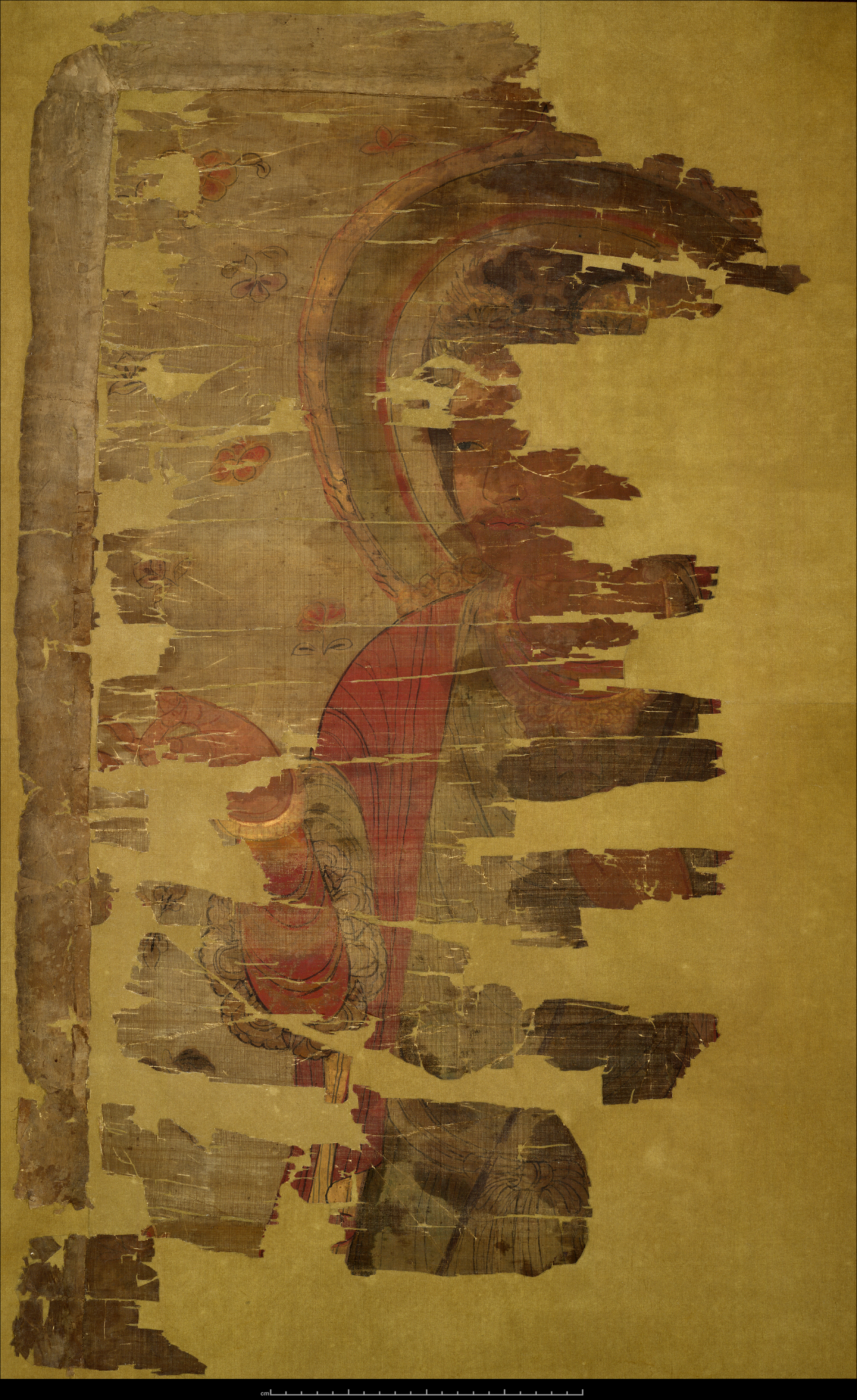
莫高窟出土の蔵経洞キリスト像絹画断片。

ネストリウス派は、コンスタンティノポリス総主教のネストリオスにより説かれたキリスト教の教派の1つである。この教派は、431年、エフェソス公会議において異端として排斥されたため、宣教の中心を東方へ移動し、シリア、ペルシア、アラビア、南インドなどで布教した。
中国へは、太宗の時代の635年（貞観9年）にイラン人司祭「阿羅本」率いる一団の宣教師によって伝えられた。太宗は、その宣教を許し、3代高宗の時代になると、阿羅本は「鎮国大法主」という高い地位に封ぜられ、地方の州にも景寺（教会）を建てるよう詔勅が下された。中国では「景教（けいきょう）」と表記されたが、景教とは中国語で「光の信仰」という意味であり、景教教会は当初「波斯（ペルシア）寺」のちに「大秦寺」の名で各地に建立された。景教はまた、「ミシア（Missiah 救世主）教」とも呼ばれ、「彌尸訶」「彌施訶」「彌失訶」などの字があてられた。

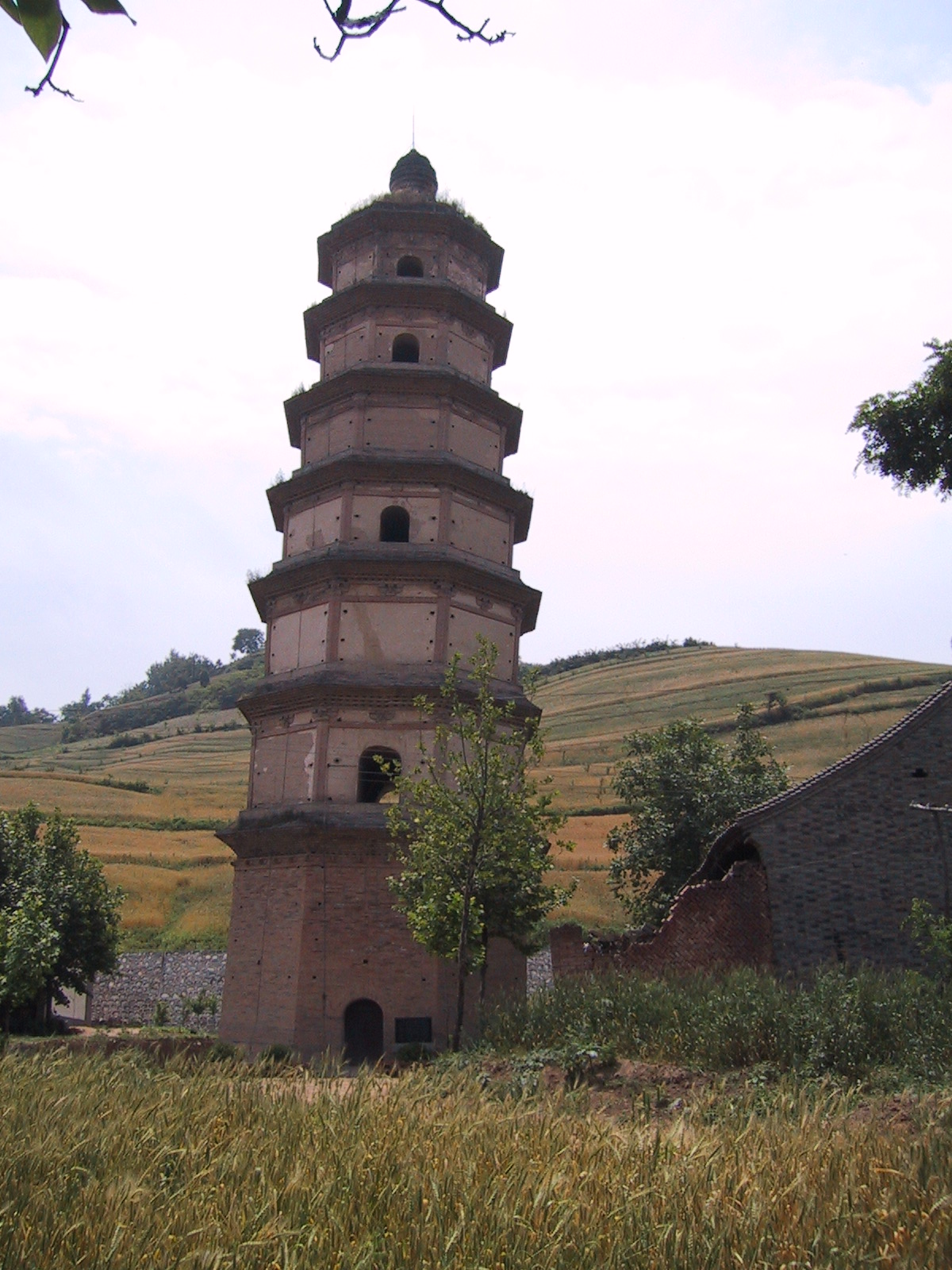
大秦塔（西安市郊外周至県）

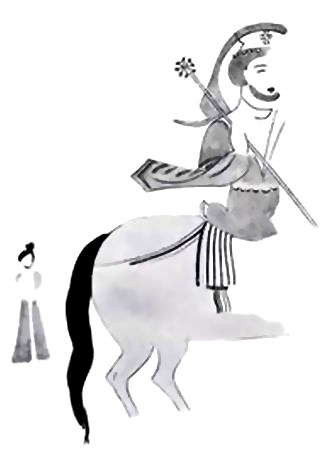
高昌景教の聖堂付近で出土した絹画断片、上部にロバに乗り手に十字杖を持つキリストと一人の女性信徒が画かれ、聖枝節を描いたものと思われる。出自高昌景教寺院壁画。

当初、唐の朝廷は皇族も含めた支配層が鮮卑や匈奴などの北族的要素を濃厚に有したこともあり、景教や仏教など非中華地域由来の宗教に対し寛容で、これらの信仰を保護した。698年（聖暦元年）、高宗の皇后であった武則天（則天武后）の仏教偏重政策により一時衰退したが、9代玄宗の時代には、寧王であった李憲ら五王が参拝し、庇護されるようになった。742年（天宝元年）には、玄宗が大将軍で宦官であった高力士に命じ、高宗・玄宗ら五代皇帝の御真影を寺に安置させ、また絹百匹を賜って祭るように指令しており、745年（天宝4年）には大秦国（東ローマ帝国）から、高僧として知られる佶和（ゲワルギス）が長安を訪れた。玄宗はアブラハムやパウロと称される17人の神職に命じ、ゲワルギスとともに興慶宮において景教式の大法会を執行させた。このような玄宗による景教保護には、景教による王権の権威づけといった意図も考えられる。
ネストリウス派は、8世紀後半の代宗（11代皇帝）の時代にも庇護された。このような隆盛を受けて、12代徳宗治下の781年（建中2年）には、有名な「大秦景教流行中国碑」が建立されている。
祆教とは異なり、景教には多数の中国人信者がいたことが判明している。景教は当初ペルシア人によって伝えられたものであることから多分にペルシア化したキリスト教であったが、漢訳景教経典も遺存していることから、その教義の全貌も解明されてきている。それによれば、景教は仏教や道家（老子や荘子の思想）のことばも採用し、さらに、皇帝には忠を、親には孝を説くなど儒家の要素もあって、多分に中国化している。
しかし、唐代末期の845年（会昌5年）には、18代皇帝の武宗による「会昌の廃仏」（仏教の立場からは「三武一宗の法難」のひとつとされる）など、唐王朝を伝統的中華王朝に位置づける意識が強まって、弾圧の対象となった。
ネストリウス派は、布教によって、のちにモンゴル帝国を構成することとなる北方の遊牧民にも広がり、チンギス・カン一族のなかにも、また、カン家の姻族にあたる諸氏にも熱心な信者を獲得し、元の時代には再び中国本土でも広く信者を得た。錦江や杭州、揚州などでは会堂もひらかれた。しかし、モンゴル帝国中枢の諸集団は、西方ではイスラームとトルコ系言語を受容してテュルク化していった一方、東方ではチベット仏教を篤く信仰し、これを保護したため、ネストリウス派の信仰はしだいに衰亡、消滅していった。

### マニ教（明教）

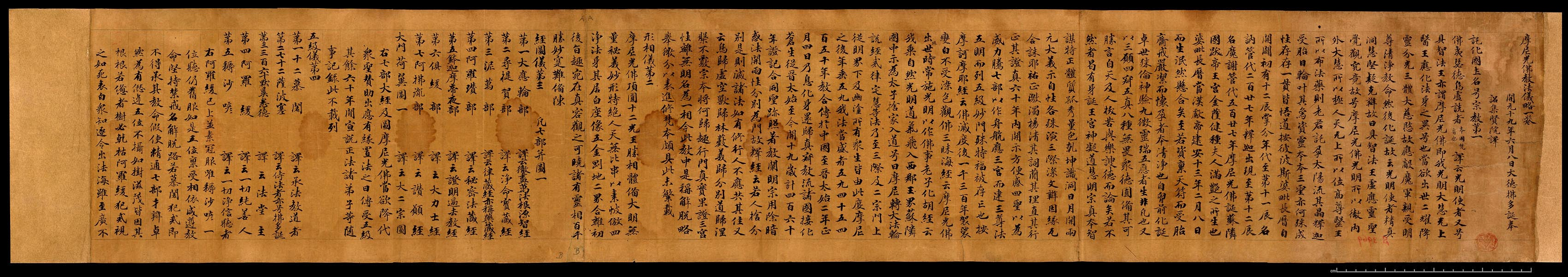
漢字によるマニ教経典（731年）
----
紙本、巻軸、尺寸:26 cm x 150 cm、唐の開元19年

3世紀にペルシアのマニによって創唱されたマニ教は、諸教混交の平和的ないし普遍的な世界宗教として当初は西方へ、やがて東方へと信者を増やしていった。マニ教は、パルティアからサーサーン朝にかけてのギリシア・ローマ、イラン、インドの文化の接触と交流の一産物とみなすことができ、西はメソポタミア、シリア、小アジア、パレスティナ、エジプト、北アフリカ、さらにイベリア半島、イタリア半島にまで、東は中央アジア、インド、そして中国にまで伝播した。
中国には694年（長寿3年）に伝来し、「摩尼教」ないし「末尼教」と音写され、また教義からは「明教」「二宗教」とも表記された。則天武后は官寺として首都長安城にマニ教寺院の大雲寺を建立した。これには、西北部に居住するトルコ族の国ウイグル（回鶻）との関係を良好に保つ意図があったともいわれている。こののち、漢字によるマニ教の経典もあらわれ、特に8世紀後葉から9世紀初頭にかけて長江流域の大都市や洛陽、太原などの都邑にもマニ教寺院が建てられた。マニ教徒は、中国では「白衣白冠の徒」と称された。

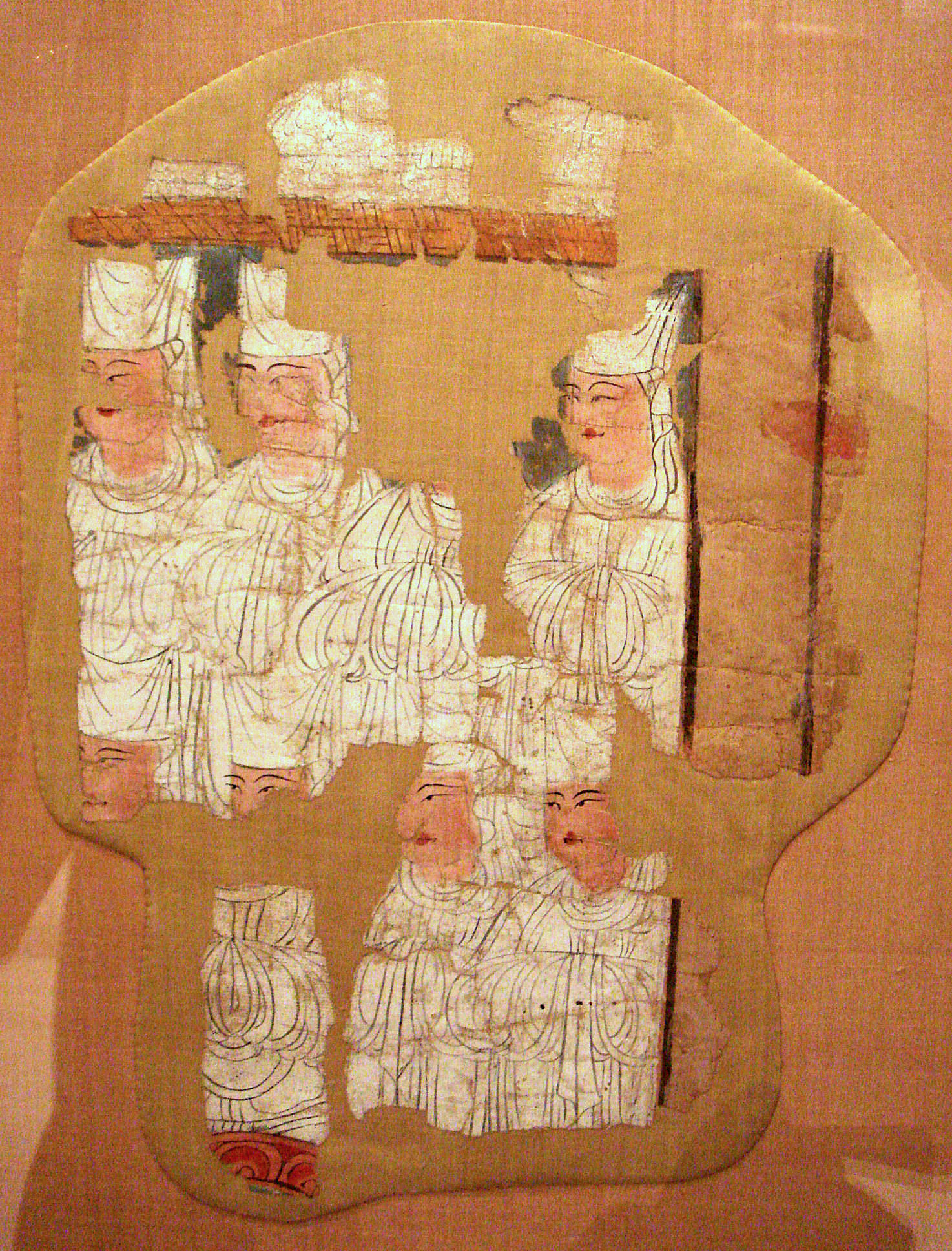
高昌（タリム盆地、現新疆ウイグル自治区トルファン市）出土のマニ教祭司の絵（10世紀）

しかし、「会昌の廃仏」に先だつ843年（会昌3年）に唐の武宗によってマニ教が禁教され、会昌の廃仏では仏教のみならず「三夷教」も禁止され、多くの聖職者・宣教者が還俗させられた。そうしたなかにあって、マニ教の僧侶のなかから多くの殉教者を出していることが、当時、唐にあった日本からの留学僧円仁の『入唐求法巡礼行記』に記されている。
ウイグルにおいては、8世紀後半の3代牟羽可汗の統治時代にマニ教が国教とされるほどの隆盛と国家的保護を得た。やがて反マニ教勢力の巻き返しによって弾圧を受けたが、8世紀末から9世紀初頭にかけての7代懐信可汗によって再び国教化された。しかし、上述のように中央アジアがイスラーム化するにおよんでマニ教も衰退した。
五代十国時代以降、中国ではマニ教は仏教や道教の一派として流布し続けた。歴史小説『水滸伝』の舞台となった北宋の「方臘の乱」の首謀者方臘はマニ教徒であったともいわれている。弾圧のなかでマニ教は呪術的要素を強めていったために、取り締まりに手を焼く権力者からは「魔教」とまで称された。官憲によるマニ教取り締まりは、しばしば江南地方や四川でなされており、そのなかでマニ教信者は「喫菜事魔の輩」（「菜食で魔に仕える輩」の意）とも呼ばれている。

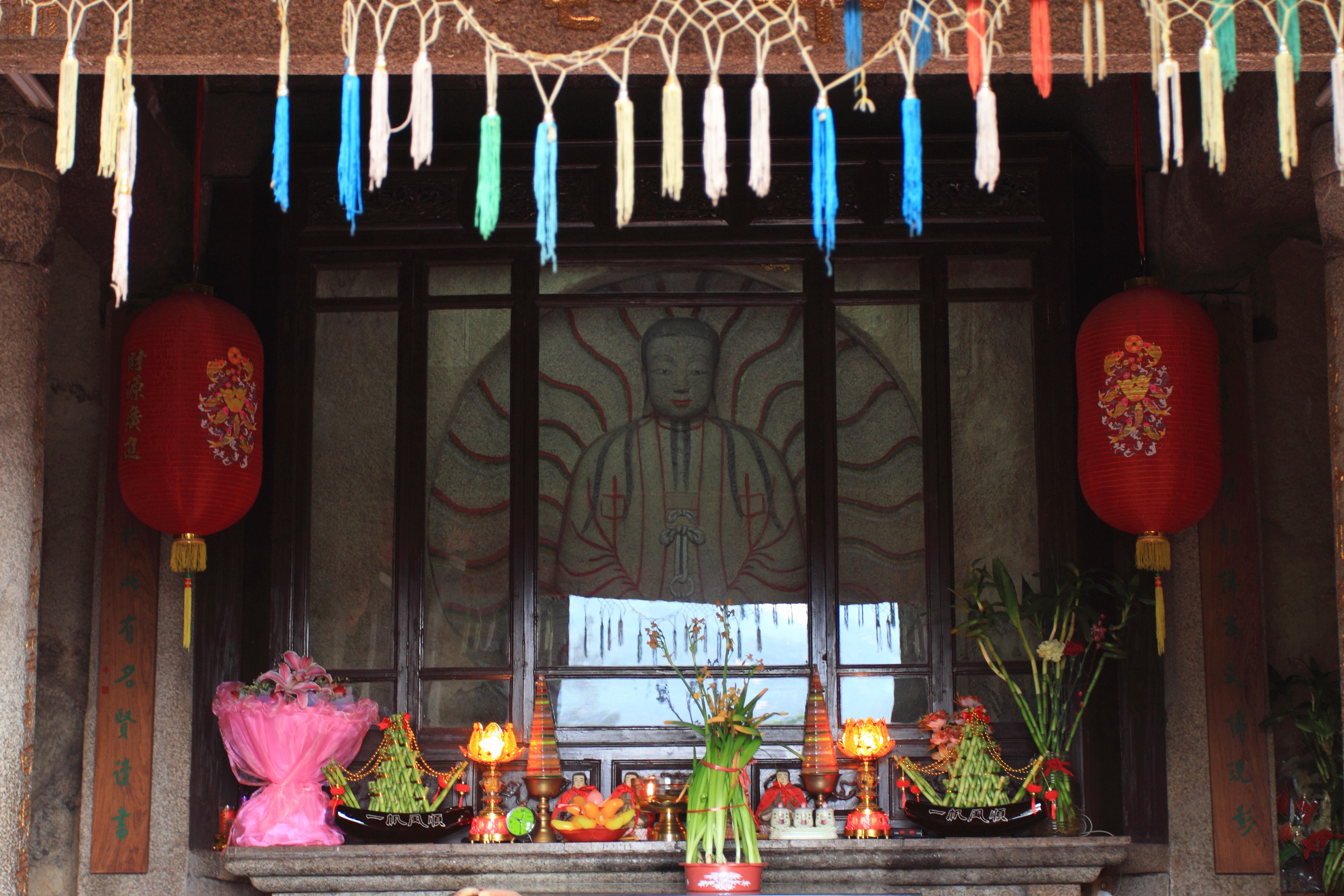
現存する唯一のマニ教寺院と目される晋江市（福建省）の草庵摩尼教寺
----
仏教に仮託された女神マニ（摩尼光仏）が祀られている。

宗教に寛容な元朝においては、明教すなわちマニ教は、福建省の泉州と浙江省の温州を中心に信者を広げていった。明教と弥勒信仰が習合した白蓮教は、元末に紅巾の乱を起こし、乱の指導者であった朱元璋が建てた「明」の国号は「明教」に由来したものだといわれている。しかし明王朝による中国支配が安定期に入ると、マニ教は危険視されて厳しく弾圧された。15世紀の段階ですでに教勢の衰退著しく、ほとんど消滅したとされてきたが、秘密結社を通じて19世紀末まで受け継がれた。1900年の北清事変（義和団の乱）の契機となった排外主義的な拳闘集団である義和団なども、そうした秘密結社のひとつといわれる。
現在、唯一のマニ教寺院が福建省晋江市に現存し、中国政府により国家重要文化財（「全国重点文物」）に指定されている。

## 補説
「三夷教」以外で西方に起源を有し、唐代に中国に伝播した宗教としては、イスラームがある。中国では「清真教」と呼ばれ、モスクは「清真寺」と表記され、また、当時勃興したイスラム帝国は「大食」とあらわされた。のちにウイグル（回鶻）の人びとが多数イスラームに改宗したことにより、イスラームを「回教」ないし「回々教」とする表記も広まった。
イスラームは中国全土に広く伝わり、言語・形質等の点で漢族と共通するイスラーム教徒、いわば漢族のムスリムは、「回族」として中華人民共和国の少数民族の一つとして認められている。現在、回族は中国全土に広く分布しており、その人口は2000年時点で約980万人とされ、中国領内のムスリム全体のおよそ半数を占めている。
また、開封には宋代から19世紀末にかけてユダヤ教徒のコミュニティが存在していた。詳細は開封のユダヤ人を参照。